# Black Tie White Noise (album)
Black Tie White Noise is het achttiende studioalbum van de Britse muzikant David Bowie, uitgebracht in 1993. Het was zijn eerste soloalbum sinds Never Let Me Down uit 1987, zijn eerste na het uiteenvallen van zijn band Tin Machine en het eerste sinds zijn bruiloft met Iman Abdulmajid. Zijn bruiloft vormde ook inspiratie voor enkele nummers op het album, zoals "The Wedding" en "The Wedding Song". Voor het eerst sinds het album Pin Ups uit 1973 bevat een Bowie-album gitaarspel van Mick Ronson, de gitarist van Bowie's band The Spiders from Mars, op de Cream-cover "I Feel Free". Ronson overleed later in het jaar aan kanker.
Het album wordt gezien als een nieuwe start voor Bowie, die in de tweede helft van de jaren '80 zijn creatieve enthousiasme verloor na een serie minder geslaagde projecten. Zo werd Never Let Me Down beschouwd als een van zijn zwakste werken, wat hem ertoe leidde om de rockband Tin Machine op te richten. Door middel van deze band bloeide zijn carrière weer op en kreeg hij nieuwe inspiratie. Het was het laatste nummer 1-album van Bowie tot The Next Day uit 2013.
Van het album werden drie singles uitgebracht. "Jump They Say", een nummer over de zelfmoord van Bowie's schizofrene halfbroer Terry, werd uitgebracht als voorloper van het album en bereikte de zeventiende plaats in Nederland, terwijl in Engeland de negende positie werd behaald. Dit was zijn laatste top 10-hit tot "Where Are We Now?" uit 2013. Het titelnummer "Black Tie White Noise", een duet met r&b-zanger Al B. Sure!, kwam tot positie 36, terwijl "Miracle Goodnight" de veertigste plaats behaalde. "Pallas Athena" werd in 1997 in een nieuwe uitvoering uitgebracht op single, waarbij Bowie de naam Tao Jones Index aannam.

## Tracklist
- Alle nummers geschreven door Bowie, tenzij anders aangegeven.

Cd-versie
1. "The Wedding" – 5:04
2. "You've Been Around" (Bowie/Reeves Gabrels) – 4:45
3. "I Feel Free" (Jack Bruce/Pete Brown) – 4:52
4. "Black Tie White Noise" – 4:52
5. "Jump They Say" – 4:22
6. "Nite Flights" (Noel Scott Engel) – 4:30
7. "Pallas Athena" – 4:40
8. "Miracle Goodnight" – 4:14
9. "Don't Let Me Down & Down" (Tarha/Martine Valmont) – 4:55
10. "Looking for Lester" (Bowie/Nile Rodgers) – 5:36
11. "I Know It's Gonna Happen Someday" (Morrissey/Mark Nevin) – 4:14
12. "The Wedding Song" – 4:29

Lp-versie
- Op de Indonesische versie zong Bowie "Don't Let Me Down & Down" in het Indonesisch.

1. "You've Been Around" (Bowie/Gabrels) – 4:45
2. "I Feel Free" (Bruce/Brown) – 4:52
3. "Black Tie White Noise" – 4:52
4. "Jump They Say" – 4:22
5. "Nite Flights" (Engel) – 4:30
6. "Miracle Goodnight" – 4:14
7. "Don't Let Me Down & Down" (Tarha/Valmont) – 4:55
8. "Pallas Athena" – 4:40
9. "I Know It's Gonna Happen Someday" (Morrissey/Nevin) – 4:14
10. "The Wedding Song" – 4:29

Bonustracks op sommige uitgaves
1. "Jump They Say" (Alternate Mix) – 3:58
2. "Lucy Can't Dance" – 5:45

Disc 2 op heruitgave 10e verjaardag, 2003
1. "Real Cool World" – 5:27
2. "Lucy Can't Dance" – 5:45
3. "Jump They Say" (Rock Mix) – 4:30
4. "Black Tie White Noise" (3rd Floor US radio mix) – 3:44
5. "Miracle Goodnight" (Make Believe mix) – 4:30
6. "Don't Let Me Down & Down" (Indonesische versie) (Tarha/Martine Valmont) – 4:56
7. "You've Been Around" (Dangers 12" mix) (Bowie/Gabrels) – 7:40
8. "Jump They Say" (Brothers in Rhythm 12" remix) – 8:26
9. "Black Tie White Noise" (Here Come Da Jazz) – 5:33
10. "Pallas Athena" (Don't Stop Praying remix no. 2) – 7:24
11. "Nite Flights" (Moodswings Back to Basics Remix) (Engel) – 10:01
12. "Jump They Say" (Dub Oddity) – 6:18

### Black Tie White Noise Video EP
De Black Tie White Noise Video EP werd uitgebracht in 1993 en bestond uit optredens van zes van de nummers van het album, opgenomen op 8 mei 1993 in de Hollywood Center Studios in Los Angeles. Ook bevat de video nieuwe interviews met Bowie, alsmede drie van zijn recente muziekvideo's.
VHS- en laserdiscversie
1. "You've Been Around"
2. "Nite Flights"
3. "Miracle Goodnight"
4. "Black Tie White Noise"
5. "I Feel Free"
6. "I Know It's Gonna Happen Someday"
7. "Miracle Goodnight" (muziekvideo)
8. "Jump They Say" (muziekvideo)
9. "Black Tie White Noise" (muziekvideo)

Dvd-versie (2003)
- Nummers aangegeven met een asterisk (*) zijn optredens, andere nummers zijn interviews met Bowie.

1. "Introduction"
2. "With Lester Bowie"
3. "On Reeves Gabrels"
4. "You've Been Around" *
5. "Expanding and Experimenting"
6. "Nite Flights" *
7. "Otherness"
8. "Miracle Goodnight" *
9. "On Marriage"
10. "Black Tie White Noise" *
11. "With Mick Ronson"
12. "I Feel Free" *
13. "With Nile Rodgers"
14. "I Know It's Gonna Happen Someday" *
15. "Miracle Goodnight" (muziekvideo)
16. "Jump They Say" (muziekvideo)
17. "Black Tie White Noise" (muziekvideo)
18. "Credits"

## Musici
- David Bowie: zang, gitaar, saxofoon, productie
- Nile Rodgers: productie, gitaar
- Pugi Bell, Sterling Campbell: drums
- Barry Campbell, John Regan: basgitaar
- Richard Hilton, David Richards, Philippe Saisse, Richard Tee: keyboards
- Michael Reisman: harp, buisklokken, snaararrangement
- Gerardo Velez: percussie
- Fonzi Thornton, Tawatha Agee, Curtis King, Jr., Dennis Collins, Brenda White-King, Maryl Epps: achtergrondzang
- Al B. Sure!: zang op "Black Tie White Noise"
- Reeves Gabrels: gitaar op "You've Been Around"
- Mick Ronson: gitaar op "I Feel Free"
- Wild T. Springer: gitaar op "I Know It's Gonna Happen Someday"
- Mike Garson: piano op "Looking for Lester"
- Lester Bowie: trompet op "You've Been Around", "Jump They Say", "Pallas Athena", "Don't Let Me Down & Down", "Looking For Lester"
- Fonzi Thornton, Tawatha Agee, Curtis King, Jr., Dennis Collins, Brenda White-King, Maryl Epps, Frank Simms, George Simms, David Spinner, Lamya Al-Mughiery, Connie Petruk, David Bowie, Nile Rodgers: achtergrondkoor op "I Know It's Gonna Happen Someday"
- Jon Goldberger, Gary Tole, Andrew Grassi, Mike Greene, Louis Alfred III, Dale Schalow, Lee Anthony, Michael Thompson, Neal Perry, Andy Smith: geluidstechnici